# Synaphea panhesya
Synaphea panhesya är en tvåhjärtbladig växtart som beskrevs av Alexander Segger George. Synaphea panhesya ingår i släktet Synaphea och familjen Proteaceae. Inga underarter finns listade i Catalogue of Life.